# Вргада
Вргада (хорв. Vrgada) — остров в хорватской части Адриатического моря, административно относится к Задарской жупании. Находится в 35 километрах к юго-востоку от Задара и в шести километрах к югу от Пакоштане. На острове находится одноимённое поселение.
Площадь острова — 2,32 км², длина береговой линии — 9 188 м. Высочайшей точкой острова является холм Сраблиновац (115 метров). Население острова сокращается: в 1981 году здесь проживало 311 человек, в 2001-м — 242. Основные отрасли экономики — сельское хозяйство и рыболовство.
На острове находится маяк, сигнал которого виден с расстояния в три мили.
С острова Вргада был родом известный хорватский лингвист Блаж Юришич.